# Паэзе
Паэзе (итал. Paese) — коммуна в Италии, располагается в провинции Тревизо области Венеция.
Население составляет 21 346 человек (2008 г.), плотность населения составляет 562 чел./км². Занимает площадь 38 км². Почтовый индекс — 31038. Телефонный код — 0422.
Покровителем коммуны почитается святитель Мартин Турский, празднование 11 ноября.

## Демография
Динамика населения:

## Администрация коммуны
- Официальный сайт: http://www.comune.paese.tv.it/